# Cucullia kurilullia
Cucullia kurilullia är en fjärilsart som beskrevs av Felix Bryk 1942. Cucullia kurilullia ingår i släktet Cucullia och familjen nattflyn. Inga underarter finns listade i Catalogue of Life.